# Erkki Junkkarinen
Erkki Junkkarinen (22 de abril de 1929 – 9 de abril de 2008) fue un cantante finlandés, el más popular de su país en los años 1970.

## Biografía
Su nombre completo era Erkki Aukusti Junkkarinen, y nació en Suonenjoki, Finlandia. Pasó sus primeros años en una pequeña cabaña en el aserradero de Iisvesi, junto a la cual vivía el letrista y compositor Lauri Jauhiainen. Tenía 14 años cuando se mudó con su familia a Lappeenranta, donde trabajaba durante el día y actuaba como solista en una orquesta local a partir de 1947.
Junkkarinen participó en su primer concurso de canto en Helsinki en 1948. El juez del certamen, Eero Väre, le animó a ponerse en contacto con el director de producción de la discográfica Fazer, Toivo Kärki, para hacer un ensayo. Kärki quedó convencido de sus habilidades. Sin embargo, no lanzó su primer disco hasta dos años después, ganando mientras tanto un concurso celebrado en el centro Paasitorni de Helsinki en 1950.
Saltó a la popularidad en 1950 con su primera grabación, la melodía rusa ”Yksinäinen harmonikka”. Tras ello Toivo Kärki le escribió numerosos temas durante unos años. Uno fue el vals ”Imatran Inkeri”, que en 1951 fue el disco más vendido de su país. Al mismo tiempo inició giras acompañado por Reino Helismaa, Esa Pakarinen y Per-Erik Förars. A partir de 1954 su fama empezó a decaer y disminuyeron las grabaciones, finalizando también su colaboración con Toivo Kärki. En 1957 Junkkarinen se trasladó a Helsinki, donde empezó a trabajar como mayorista, actividad que complementaba actuando de manera regular casi todas las noches en el restaurante Mikado.
En los años 1960 solamente grabó siete veces, siendo uno de los temas ”Ruusut hopeamaljassa”, grabado por Eugen Malmstén décadas antes. El disco tuvo un mal resultado. Su trabajo en Mikado llegó a fin en 1968, tras lo cual actuó en gira, notando que recuperaba su popularidad. Cambió de discográfica, y en noviembre de 1970, como solista de la banda de Pauli Granfelt, grabó el disco Vanhaan hyvään aikaan, editado por Blue Master.
Sus primeros 25 años de carrera se celebraron con la ayuda de PSO y MTV en la casa de la cultura de Helsinki en la primavera de 1974. A finales de ese año, la esposa de Junkkarinen falleció repentinamente en su casa mientras él se encontraba de gira.
En 1975 volvió a grabar la canción ”Ruusut hopeamaljassa”. El álbum del mismo título fue disco de platino en Finlandia. Otros discos publicados por Junkkarinen en la década de 1970 obtuvieron también un gran éxito, logrando un total de 11 discos de oro. En el momento de su mayor fama en 1976–1977,  Junkkarinen llegó a estar seis meses de gira por Finlandia, no volviendo a su casa durante un total de tres. 
A comienzos de los años 1980, su fama disminuyó y las grabaciones fueron cada vez más escasas. Sin embargo, Junkkarinen siguió actuando hasta el siglo XXI.
A lo largo de su carrera, Junkkarinen actuó a menudo acompañado por la orquesta de Erkki Friman, grabando también algunas de sus composiciones. Entre las canciones de mayor fama de Erkki Junkkarinen figuran, en los años 1950, ”Imatran Inkeri”, ”Harhakuva” y ”Kun yö on valoton”. En la década de 1970 grabó ”Pieni hetki”, ”Vesivehmaan jenkka”, ”Kappale kauneinta Suomea” y ”Sinun kanssasi tähtisilmä”. En 1989 grabó una versión propia de la canción de Vladímir Vysotski ”Ystävän laulu”. En total, grabó casi 350 temas a lo largo de medio siglo, siendo el cantante finlandés con la carrera más prolongada tras Eino Grön.
Como reconocimiento a su trayectoria artística, se le concedió en el año 1990 una pensión como Artista Estatal.
Tras su jubilación, se instaló en Hämeenlinna. Erkki Junkkarinen falleció en su domicilio en dicha ciudad en abril de 2008. Fue enterrado en el Cementerio Vuorenta de Hämeenlinna (pabellón 20, línea 1, puesto 44). El cantante de ópera Jorma Hynninen es primo de Erkki Junkkarinen.

## Discografía

### Álbumes
- 1970 : Vanhaan hyvään aikaan
- 1972 : Konkaritanssit
- 1974 : Pakilan satakieli
- 1975 : Ruusuja hopeamaljassa
- 1975 : Kohtauspaikka
- 1976 : Nuoruusmuistoja
- 1976 : Kauneimmat valssit
- 1977 : Romantiikkaa ruusutarhassa
- 1977 : Kappale kauneinta Suomea
- 1977 : Me käymme joulun viettohon
- 1978 : Sireenien aikaan
- 1978 : Tulisuudelma
- 1979 : Iloista romanttista juhlaa
- 1980 : Onnen maljat
- 1989 : Ystävän laulu
- 1990 : Sua ilman
- 1996 : Tunteiden tiellä

### Colecciones
- 1969 : Erkki Junkkarinen 1−2 (Finnlevy)
- 1974 : Erkki Junkkarinen 3−4 (Finnlevy)
- 1975 : Eri esittäjiä: 16 tähteä – 16 iskelmää (Finndisc)
- 1976 : Erkki Junkkarinen − Parhaimmat 1−2 (PSO)
- 1978 : Erkki Junkkarinen − Unohtumattomat 1−2 (Finnlevy)
- 1981 : Hopeahääpäivänä (Finnlevy)
- 1991 : Erkki Junkkarinen − Parhaat (Finnlevy)
- 1993 : Erkki Junkkarinen - Unohtumattomat (Finnlevy)
- 1996 : 20 suosikkia – Ruusuja hopeamaljassa (Warner Music)
- 2002 : 20 suosikkia – Siks’ oon mä suruinen (Warner Music)
- 2003 : 20 suosikkia – Tulisuudelma (Warner Music)
- 2008 : Erkki Junkkarinen muistoissamme (Valitut Palat)
- 2008 : Musiikin mestareita: Erkki Junkkarinen − Laulajan muisto (Warner Music)
- 2008 : Ystävän laulu − 25 unohtumatonta laulua
- 2009 : Soi laulu kaunehin